# Tymczasowy Rząd Przyamurski

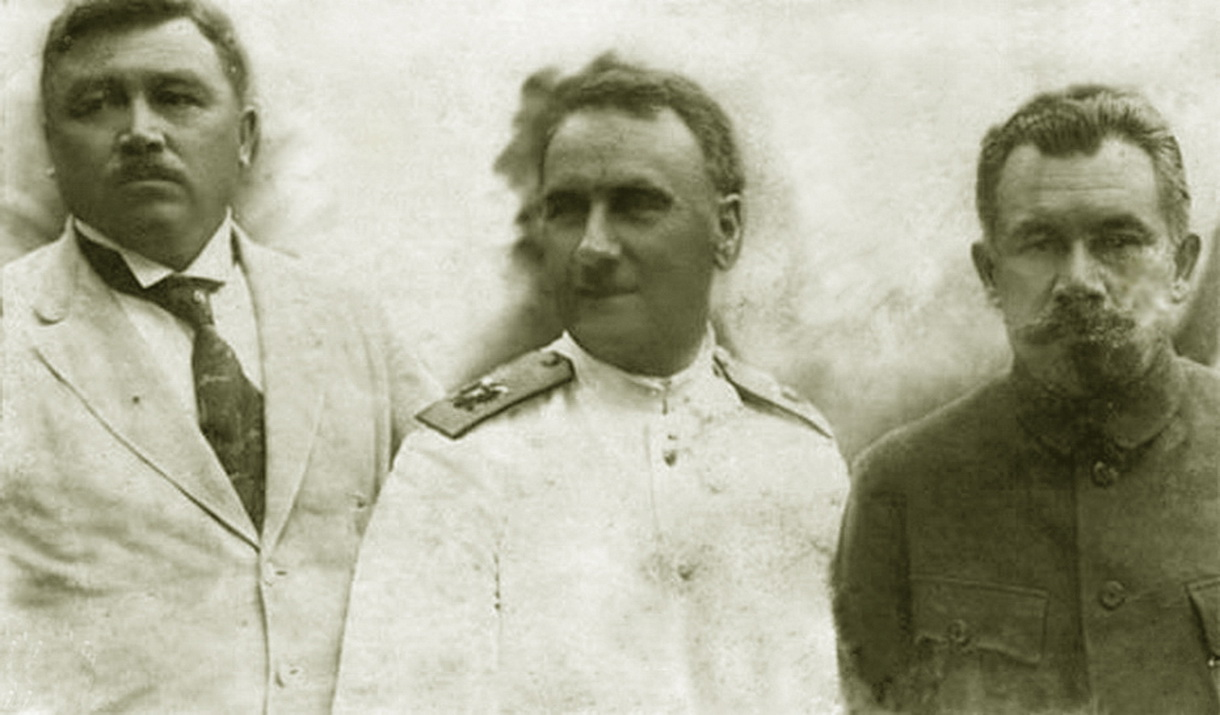
Członkowie Tymczasowego Rządy Przyamurskiego w 1922: Nikołaj Mierkułow, Gieorgij Stark oraz Spiridon Mierkułow

Tymczasowy Rząd Przyamurski (ros. Приамурский земский край) – antybolszewicki rząd utworzony przez Białych na Dalekim Wschodzie, istniejący w latach 1921–1922. Swoją siedzibę miał we Władywostoku.

## Historia

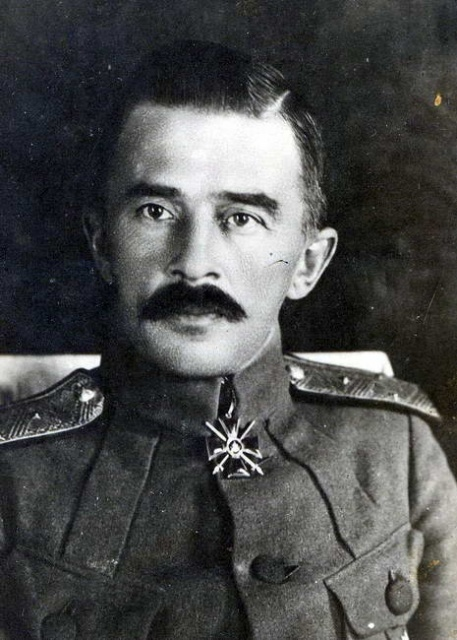
Gen. Michaił Diterichs

W maju 1921 doszło we Władywostoku do antykomunistycznego przewrotu, skierowanego przeciwko rządowi probolszewickiej Republiki Dalekiego Wschodu. Utworzono nowy rząd, na którego czele stanęli bracia Nikołaj i Spiridon Mierkułow. Biali po sformowaniu własnych sił zbrojnych rozpoczęli działania ofensywne. 22 grudnia 1921 bolszewicy musieli opuścić Chabarowsk, kotrrewolucjoniści zaś kontynuowali marsz na zachód wzdłuż Kolei Transsyberyjskiej, po kilku miesiącach jednak Armia Czerwona wyparła ich z zajętych obszarów.
W czerwcu 1922 we Władywostoku doszło do wojskowego zamachu stanu, którego dokonał gen. Michaił Diterichs. Obalił on rząd Mierkułowów i w lipcu 1922 zwołał Nadamurski Sobór Ziemski. Sobór ten wezwał wszystkich Rosjan do pokuty za obalenie cara i ogłosił, przebywającego wówczas na emigracji, wielkiego księcia Mikołaja Romanowa nowym władcą Rosji. Patriarcha Moskwy Tichon został mianowany honorowym przewodniczącym soboru.
W wyniku przeprowadzonej przez Armię Czerwoną udanej operacji nadmorskiej, jesienią 1922 obszar kontrolowany przez rząd Przyamurski znalazł się pod władzą bolszewików. Od tego momentu ostatnim rządzonym przez Białych zakątkiem Rosji pozostała Jakucja, gdzie oddziały dowodzone przez Anatolija Piepielajewa broniły się przed komunistami aż do czerwca 1923. Na półwyspie Czukockim walki z kontrrewolucjonistami trwały jeszcze do połowy 1924.